# Difluoreto de oxigénio
O difluoreto de oxigénio é um composto químico de fórmula OF2. A molécula apresenta uma forma "curva", conforme previsto pela teoria VSEPR. É um gás muito tóxico, um forte oxidante, mas não é de uso comum.

## Sintese
O difuoreto de oxigénio foi pela primeira vez descrito por Lebeau e Damiens, em 1929; foi obtido por electrólise de uma mistura fundida de fluoreto de potássio e fluoreto de hidrogénio na presença de uma pequena quantidade de água. Actualmente, a síntese ocorre por reação de flúor gasoso com uma solução diluída de hidróxido de sódio; é formado também fluoreto de sódio como produto secundário:
2F2 + 2NaOH →  OF2 + 2NaF + H2O

## Reactividade
O difluoreto de oxigénio é um forte oxidante, tal como é sugerido pelo fato de que neste composto o número de oxidação do átomo de oxigénio é +2, ao invés de -2. O OF2 é o mais estável dos fluoretos de oxigénio. Quando é puro, é estável, mesmo em 200 °C; acima desta temperatura decompõe-se em oxigénio e flúor com um mecanismo radical.
O OF2 reage com muitos metais formando óxidos e fluoretos. Também os não-metais reagem: por exemplo, o fósforo reage com OF2 , formando PF5 e POF3; o enxofre forma SO2 e SF4; o xénon, apesar de ser um gás nobre reage formando XeF4 e oxifluoretos de xénon como XeOF2 e XeOF4.
O difuoreto de oxigénio reage muito lentamente com água, formando ácido fluorídrico:
OF2(aq) + H2O(aq) → 2HF(aq) + O2(g)

## Utilização
Sendo um forte oxidante, o fluorento de oxigénio foi no passado estudado como um possível combustível para foguetes. Actualmente não é utilizado em nenhum processo de síntese industrial.